# Bullodaegok-dong
Bullodaegok-dong (koreanska: 불로대곡동) är en stadsdel i staden Incheon i Sydkorea, 27 km väster om huvudstaden Seoul. Den ligger i stadsdistriktet Seo-gu. Fram till 1 juli 2018 hette den Geomdan 2-dong.